# کدبانوهای وامانده
کدبانوهای وامانده (به انگلیسی: Desperate Housewives) یک مجموعه تلویزیونی کمدی درام آمریکایی است که مارک چری تهیه‌کننده آن می‌باشد و از ۳ اکتبر ۲۰۰۴ تا ۱۳ می ۲۰۱۲ توسط شبکه ای‌بی‌سی پخش می‌شد و این مجموعه با مخاطب تقریبی ۱۱۹ میلیون بیننده پرطرفدارترین مجموعه در سراسر جهان است و تا کنون جایزه‌های اِمی و گلدن گلوب را برده‌است.

## طرح کلی
این مجموعه در خیابان خیالی «ویستریا لین» در حومهٔ شهر آمریکایی «فیر ویو» در ایالت خیالی «عقاب» رخ می‌دهد و در آن زندگی چهار زن از دید همسایهٔ مردهٔ آن‌ها دنبال می‌شود. اوا لونگوریا نقش گابریل، مارسیا کراس نقش بری، فلیسیتی هافمن نقش لِنِت و تری هچر نقش سوزان را بازی می‌کنند.

### فصل ۱ (۲۰۰۵–۲۰۰۴)
در رده‌بندی مجموعه‌های تلویزیونی آمریکا (در ۰۵–۲۰۰۴، بر مبنای میانگین کل بینندگان بر قسمت) دارای رتبهٔ چهارم شده‌است (۲۳/۷ میلیون بیننده).
پخش سری اول مجموعه در سوم اکتبر ۲۰۰۴ در آمریکا و کانادا و در پنجم ژانویه ۲۰۰۵ در انگلستان شروع شد. ۲۳ قسمت این سری با خودکشی مرموز مری-آلیس یانگ آغاز شده و او پس از مرگ، روایتگر این داستان است. چهار دوست و همسایهٔ مری-آلیس هر کدام شیوهٔ زندگی خاص خود را دارند و هر یک به دلیلی از زندگی خود راضی نیستند. گابریل با باغبان کم سن و سال خود رابطه دارد، بری که خواهان همه چیز به نحو ایده‌آل است درمی یابد که زندگی زناشوییش در حال از هم پاشیدن است، لِنِت که دارای شغل مهمی بوده و به دلایل شخصی کار خود را رها کرده دیگر تحمل زندگی خانه‌داری را ندارد و سوزان تلاش می‌کند که طلاق خود از کارل را پشت سر بگذارد.

### فصل ۲ (۲۰۰۶–۲۰۰۵)
در رده‌بندی مجموعه‌های تلویزیونی آمریکا (در ۲۰۰۶–۲۰۰۵، بر مبنای میانگین کل بینندگان بر قسمت) دارای رتبهٔ چهارم شده‌است (۲۲/۲ میلیون بیننده).
سری دوم از ۲۵ سپتامبر ۲۰۰۵ در آمریکا و کانادا و از ۱۸ ژانویه ۲۰۰۶ در انگلستان شروع شد که دارای ۲۳ قسمت (شامل یک قسمت پایانی دو ساعته) و دو کلیپ شو (قسمتی از فلش بک‌های پی در پی که روشن کنندهٔ بسیاری از نکات است) می‌باشد. بعد از فهمیدن راز تکان دهندهٔ مری-آلیس، این چهار دوست سعی در ادامهٔ زندگی عادی خود دارند اما همسایهٔ جدید و مرموز بتی اپل وایت فکر آنان را درگیر خود می‌کند.

### فصل ۳ (۲۰۰۷–۲۰۰۶)
در رده‌بندی مجموعه‌های تلویزیونی آمریکا (در ۲۰۰۷–۲۰۰۶، بر مبنای میانگین کل بینندگان بر قسمت) دارای رتبهٔ دهم شده‌است (۱۷/۵ میلیون بیننده).
سری سوم از ۲۴ سپتامبر ۲۰۰۶ در آمریکا و کانادا و از ۳ ژانویه ۲۰۰۷ در انگلستان شروع شد و دارای ۲۳ قسمت و یک کلیپ شو است.

### فصل ۴ (۲۰۰۸–۲۰۰۷)
سری چهارم از ۳۰ سپتامبر ۲۰۰۷ پخش شد و ۱۷/۵۲ میلیون بیننده داشت. این فصل شامل ۱۷ قسمت است. در این فصل همسایه جدیدی به نام کاترین(Katherine Mayfair) به ویستریالین نقل مکان می‌کند که مانند همه همسایه‌ها رازهای فراوانی را همراه دارد. در انتهای این فصل سریال پنج سال به جلو می‌رود و تغییرات چشم‌گیری که برای تمام افراد سریال ایجاد شده را نشان می‌دهد.

### فصل ۵ (۲۰۰۹–۲۰۰۸)
سری پنجم از ۲۸ سپتامبر ۲۰۰۸ پخش شد و ۱۵/۶۶ میلیون بیننده را به خود اختصاص داد و شامل ۲۴ قسمت می‌باشد، در این فصل سریال متحول شده و پنج سال جلوتر را نشان می‌دهد. این فصل با یک تصادف هولناک شروع می‌شود. «ایدی» که در فصل قبل از طرف همسایه‌ها طرد شده بود بازمی‌گردد به همراه شوهر جدید خود «دیو» و اما «دیو» آدم مرموزیست و در ارتباط است با تصادف اول فصل، در پایان این فصل «ایدی» بر اثر حادثه ای جان می‌بازد و «دیو» هم به بیمارستان روانی منتقل می‌شود.

### فصل ۶ (۲۰۱۰–۲۰۰۹)
سری ششم از ۲۷ سپتامبر ۲۰۰۹ پخش شد و ۱۲/۸۳ میلیون بیننده را دارا بود. این فصل دارای ۲۳ قسمت می‌باشد.

### فصل ۷ (۲۰۱۱–۲۰۱۰)
سری هفتم این مجموعه از ۲۶ سپتامبر ۲۰۱۰ نمایش داده شد و دارای ۱۱/۸۵ میلیون بیننده بود و دارای ۲۳ قسمت می‌باشد.

### فصل ۸ (۲۰۱۲–۲۰۱۱)
سری هشتم این مجموعه از ۲۵ سپتامبر ۲۰۱۱ شروع به پخش کرده‌است. به نقل از صفحه تویتر اوا لونگوریا که نقش گابریل سولیس را ایفا می‌کند این فصل پایان بخش این سریال می‌باشد.

## استقبال و واکنش‌ها
این مجموعه موفقیت بزرگی در ۲۰۰۵–۲۰۰۴ بود، و تحسین‌های فراوانی را به دست آورد. همراه با پیشرفت مجموعه، عبارت «کدبانوهای وامانده» در آمریکا تبدیل به عبارتی فرهنگی شد و زنان بسیاری با این نام به برنامه‌های معروف مانند اپرا وینفری و دکتر فیل آورده شدند. این مجموعه به همراه مجموعهٔ گمشده باعث جان گرفتن دوبارهٔ شبکه ای‌بی‌سی شدند. چهره‌های شاخصی مانند اپرا وینفری، میشل لی، الن دجنرس و حتی لورا بوش خود را به عنوان طرفداران این مجموعه معرفی کردند.